# Cloreto de n-butila
Cloreto de n-butila, ou 1-clorobutano, é um cloreto de alquila com a fórmula química C4H9Cl. Reage com o lítio metálico produzindo o n-butil lítio:
2 Li + C4H9Cl → C4H9Li + LiCl